# La Maison à la tourelle
Pour plus de détails, voir Fiche technique et Distribution.
La Maison à la tourelle (en russe : Дом с башенкой, Dom s bashenkoy) est un film ukrainien, réalisé en 2012 par Eva Neymann, adapté du roman autobiographique de Friedrich Gorenstein — sa seule publication en URSS —, publié en 1964.
Deuxième fiction de Eva Neymann après Au bord de l'eau en 2006, il s'agit du dernier rôle au cinéma de Yekaterina Golubeva, décédée peu après le tournage.
Le film est sorti en salles en France le 20 novembre 2013, distribué par A3 Distribution.

## Synopsis
À l'hiver 1944, un garçonnet de huit ans traverse l'URSS en train, accompagné de sa mère, afin de rendre visite à son grand-père. Le voyage se trouve compromis lorsque la mère tombe gravement malade : hospitalisée d’urgence, elle meurt du typhus dans un village inconnu plongé par la Seconde Guerre mondiale dans une misère sombre, comme de nombreuses autres bourgades du pays. Livré à lui-même au milieu de paysages désolés et d'une population cupide et nécessiteuse, l'enfant reste toutefois déterminé à mener à terme son périple.

## Fiche technique
- Titre français : La Maison à la tourelle
- Titre original : Дом с башенкой
- Titre international : House with a Turret
- Réalisation : Eva Neïman
- Scénario : Eva Neïman, d'après le roman de Fridrikh Gorenshtein
- Décors : Gennady Popov
- Costumes : Ruslan Khvastov
- Musique : Jurgen Groziner, Erik Satie
- Chef opérateur : Rimvydas Leipus
- Ingénieur son : Alexander Shchepotin
- Mixage : Vladislav Ivarorskiy
- Montage : Pavel Zalesov
- Production : Aleksander Tkachenko
- Productrice déléguée : Natalia Stribuk
- Producteur exécutif : Stanislav Zurahov
- Pays d'origine :  Ukraine
- Format : noir et blanc
- Durée : 80 minutes

## Distribution
- Dmitriy Kobetskoy : le petit garçon
- Katerina Golubeva : la mère
- Mikhail Veksler : l'oncle
- Vitalina Bibliv : la tantine aux cheveux frisés
- Nikolas Adamis : le petit oncle
- Vitaliyi Linetskiy : l'homme handicapé
- Albert Filozov : le vieil homme
- Gennadiy Komarov : l'aveugle à l'accordéon
- Oleg Solovyov : la fillette chauve
- Irina Kihteva : l'infirmière âgée
- Yuliya Skarga : l'infirmière
- Maria Politseymako (en) : la vieille femme de la poste
- Yuriy Nevgamonnyy : le vieil homme de la poste

## Sélections et récompenses

### Prix en festivals
La Maison à la tourelle a été récompensé à trois reprises en 2012. Lui ont ainsi été décernés :
- le Grand Prix au Festival du film Nuits noires de Tallinn (Estonie)
- le prix The East of the West au Festival international du film de Karlovy Vary (République tchèque)
- le Prix du Jury au Batumi International Art-House Film Festival (BIAFF) de Géorgie

### Autres sélections
- Festival de Cannes 2013, sélection Écrans Junior
- Film by the Sea (Vlissingen, Pays-Bas), 2012
- Festival international du Film de Kaunas (en) (Lituanie), 2012
- The Times BFI London Film Festival (Angleterre), 2012
- Festival du film de Cottbus (Allemagne), 2012
- Festival international du film d'Arras (France), 2012
- Festival international du film de Pau (France), 2012
- Festival international de films de femmes de Créteil (France), 2013